# Protestos no Afeganistão (2021–2022)
Os protestos no Afeganistão em 2021 foram protestos contínuos de civis contra o Talibã iniciados em 15 de agosto de 2021, após o colapso do governo Ashraf Ghani Ahmadzai. Esses protestos foram realizados por democratas e feministas islâmicos. Ambos os grupos são contra o tratamento dado às mulheres pelo governo talibã, considerando-o discriminatório e misógino. Apoiados pela Frente de Resistência Nacional do Afeganistão , os manifestantes também exigem descentralização, multiculturalismo, justiça social, trabalho, educação e alimentação. Houve contraprotestos pró-Talibã.
O Talibã reprimiu os protestos com violência crescente com o passar do tempo e começou a sequestrar ativistas. Essa política acabou resultando no fim gradual dos protestos, com o último em Cabul ocorrendo em 16 de janeiro de 2022. 

## Antecedentes
Em 1 de maio, começou a retirada dos soldados estadunidenses, forças da OTAN e outros aliados estrangeiros, exceto um contingente extra das forças especiais estadunidenses do Army Rangers e equipes de artilharia e aviação caso fosse necessário responder a possíveis ataques da insurgência talibã. A retirada deu uma vantagem aos talibãs, que iniciaram uma ofensiva.
Durante essa ofensiva, enquanto os insurgentes capturavam extensas áreas do território afegão e atacavam várias cidades, um grande número de civis iniciaram protestos pró-governo em oposição ao Talibã. Em 2 de agosto, diversas pessoas na cidade de Herat, no oeste do país, tomaram seus telhados, usando Deus é o maior como um grito de guerra. No dia seguinte, protestos similares se espalharam em outros lugares: em Cabul, os residentes usaram o mesmo grito de guerra embora se reunissem nas ruas agitando a bandeira afegã. Isso ocorreu  pouco depois de os talibãs perpetrarem uma poderosa explosão de bomba contra a casa do ministro da defesa.  Os protestos em Herat inspiraram protestos nas províncias de Nangarhar, Khost, Kunar e Bamiyan. 
Em 15 de agosto de 2021, os talibãs capturaram Cabul, capital do Afeganistão. Isso fez com que muitos, principalmente as mulheres, entrassem em pânico, levando a evacuações de militares e do pessoal da embaixada para o Aeroporto Internacional Hamid Karzai e também fazendo com que muitos civis tentassem deixar o país.

## Protestos
Em 17 de agosto de 2021, pequenos protestos envolvendo mulheres foram relatados em Cabul, exigindo igualdade de direitos para as mulheres. 
Protestos maiores surgiram nas cidades habitadas pelos pashtuns  no leste no dia seguinte. Em 18 de agosto, os talibãs abriram fogo contra manifestantes em Jalalabad, matando três pessoas e ferindo mais de uma dezena embora tivessem prometido não serem brutais na forma de governar. Testemunhas disseram que as mortes aconteceram quando residentes locais tentaram hastear a bandeira nacional do Afeganistão em uma praça em Jalalabad.  Também houve relatos de pessoas tentando hastear a bandeira nacional afegã nas cidades orientais de Khost e Asadabad. 
No dia seguinte, 19 de agosto, o Dia da Independência do Afeganistão, os protestos se espalharam para mais cidades, incluindo grandes protestos separados em Cabul, com 200 pessoas reunidas em uma manifestação antes de os talibãs desmantelaram pela força.  Mais tarde, no mesmo dia, alguns meios de comunicação informaram que os protestos em Cabul haviam aumentado para milhares de manifestantes.  Houve vários relatos de que a bandeira do Talibã foi removida pelos manifestantes e substituída pela bandeira da República Islâmica do Afeganistão.  Vários manifestantes foram mortos após serem alvejados enquanto agitavam bandeiras nacionais durante o Dia da Independência do Afeganistão em Asadabad,  onde "centenas de pessoas" foram descritas como aderindo ao protesto. Em Cabul, uma procissão de carros e pessoas carregava uma longa bandeira tricolor afegã em um símbolo de desafio. Na província de Khost, o Talibã interrompeu violentamente outro protesto e declarou toque de recolher de 24 horas; enquanto isso, na província de Nangarhar, um vídeo foi postado mostrando um manifestante sangrando com um ferimento à bala sendo trasladado a um hospital.
Amrullah Saleh, ex-vice-presidente e presidente interino do Afeganistão declarado pela Resistência Panjshir conforme a constituição afegã devido a fuga do ex-presidente Ashraf Ghani para o exterior, saudou os manifestantes "que carregam a bandeira nacional e, portanto, defendem dignidade da nação" em 19 de agosto.
Em 20 de agosto, as mulheres afegãs realizaram uma reunião de protesto devido as suas preocupações com o futuro e sobre a participação das mulheres no novo governo. A ativista de direitos humanos Fariha Esar declarou: "Não renunciaremos ao nosso direito à educação, ao direito ao trabalho e ao nosso direito à participação política e social".

## Resposta do Talibã
Apesar das promessas de moderação, as forças talibãs teriam agredido jornalistas que cobriam os protestos em Jalalabad e Cabul.
Em 19 de agosto, o Talibã instou o clero muçulmano a dizer aos seus fiéis para permanecerem no país e contrariarem a "propaganda negativa" e exortou aos afegãos a voltarem ao trabalho. O Talibã também pediu aos imãs antes das orações de sexta-feira, para convencerem as pessoas a não abandonarem o país.